# Pamela Fryman
Pamela Gail Fryman (19 de agosto de 1959) es una directora y productora estadounidense de comedias de situación. Fue directora de la serie de televisión Cómo conocí a vuestra madre.

## Trayectoria
Fryman nació y creció en Filadelfia, Pensilvania.
Fryman consiguió su primer trabajo en The John Davidson Show como ayudante del coordinador de talentos, y pasó a ser ayudante de producción de cabina y secretaria en Santa Bárbara, ascendiendo finalmente a ayudante de dirección (AD) y directora. En 1993, el productor Peter Noah, con quien había trabajado en el concurso Dream House, le dio la oportunidad de dirigir un episodio de la breve comedia Café Americain. 
Antes de que su carrera como directora floreciera, Fryman se dedicó a la dirección escénica. En el plató de Frasier, los ensayos parecían la puesta en escena de una obra de teatro, que es exactamente lo que el creador y productor ejecutivo David Lee tenía en mente cuando la contrató. Fryman dirigió 34 episodios de la serie, de la cuarta a la octava temporada.
Fryman dirigió la mayoría de los episodios de Cómo conocí a vuestra madre. El creador del programa, Craig Thomas, alabó sus dotes de comunicación: "Hace que todo el mundo se sienta escuchado y respetado, y puede conectar con cualquiera". Aunque el plan profesional original de Fryman no incluía la dirección (pensó que "seguiría los pasos de su padre en el merchandising"), se dio cuenta de que la dirección es su fuerte y su pasión. En la revista Variety, Fryman declaró que seguir dirigiendo Cómo conocí a vuestra madre era su fantasía hecha realidad. En 2014, ofició la boda de la estrella de Cómo conocí a vuestra madre Neil Patrick Harris y David Burtka, que interpretaba un papel secundario en la serie.

## Premios
Fryman ha recibido el reconocimiento de la Academia de las Artes y las Ciencias de la Televisión (ATAS), la Academia Nacional de las Artes y las Ciencias de la Televisión, el Gremio de Directores de América, Goldderby.com, la Asociación de Cine y Televisión en Línea (OFTA) y la organización Women in Film.
- 1990 Ganado - Premio Emmy diurno al equipo de dirección de serie dramática sobresaliente (Santa Bárbara)
- 1991 Ganado - Premio Emmy diurno al equipo de dirección de serie dramática sobresaliente (Santa Bárbara)
- 1998 Nominado - Premio del Sindicato de Directores por Logro Destacado como Director en una Serie de Comedia (" Halloween (Parte 1) ") (Frasier)
- 1999 Nominado - Premio del Sindicato de Directores por Logro Destacado como Director en Serie de Comedia ("Two Girls for Every Boy") (Just Shoot Me!)
- 2000 Nominado - Premio del Sindicato de Directores por Logro Destacado como Director en Serie de Comedia ("El vuelo antes de Navidad") (Frasier)
- 2001 Nominado - Premio del Sindicato de Directores por Logro Destacado como Director en Serie de Comedia ("And The Dish Run Away With The Spoon (Part 1 & 2)") (Frasier)
- 2009 Nominado - Premio Primetime Emmy a la Mejor Serie de Comedia (Cómo conocí a vuestra madre)
- 2011 Nominado - Premio de la Asociación de Cine y Televisión en Línea a la Mejor Dirección en una Serie de Comedia (Cómo conocí a vuestra madre)
- 2011 Nominado - Premio Primetime Emmy a la mejor dirección de una serie de comedia (" Subway Wars ") (Cómo conocí a vuestra madre)
- 2011 Ganado - Mujeres en el cine Crystal + Lucy Award, Dorothy Arzner Directors Award
- Nominado en 2020 - Premio Primetime Emmy a la mejor dirección en un especial de variedades (En vivo frente a una audiencia de estudio: "All in the Family" y "Good Times") (compartido con Andy Fisher)

## Filmografía

### Películas
| Año  | Título                      | Credited as | Credited as | Credited as | Credited as | Notas                                     |
| Año  | Título                      | Director    | Producer    | Actor       | Role        | Notas                                     |
| ---- | --------------------------- | ----------- | ----------- | ----------- | ----------- | ----------------------------------------- |
| 2001 | The Gene Pool               | Sí          | No          | No          |             | Television Movie                          |
| 2001 | Count Me In                 | Sí          | No          | No          |             | Television Movie                          |
| 2003 | The Snobs                   | Sí          | No          | No          |             | Television Movie                          |
| 2006 | You've Reached the Elliotts | Sí          | No          | No          |             | Television Movie                          |
| 2006 | Sex, Power, Love & Politics | Sí          | No          | No          |             | Television Movie                          |
| 2006 | Inseparable                 | Sí          | No          | No          |             | Television Movie                          |
| 2007 | The Minister of Divine      | Sí          | No          | No          |             | Television Movie                          |
| 2009 | The Karenskys               | Sí          | No          | No          |             | Television Movie                          |
| 2009 | CBS Fall Preview            | Sí          | No          | No          |             | Television Movie                          |
| 2010 | True Love                   | Sí          | No          | No          |             | Television Movie                          |
| 2010 | Livin' on a Prayer          | Sí          | No          | No          |             | Television Movie                          |
| 2010 | Freshman                    | Sí          | No          | No          |             | Television Movie                          |
| 2011 | The Assistants              | Sí          | No          | No          |             | Television Movie                          |
| 2011 | And They're Off             | No          | Sí          | No          |             | Feature Film; Producer                    |
| 2012 | Table for Three             | Sí          | No          | No          |             | Television Movie                          |
| 2013 | Divorce: A Love Story       | Sí          | No          | No          |             | Television Movie                          |
| 2014 | Save the Date               | Sí          | No          | No          |             | Television Movie                          |
| 2014 | Cuz-Bros                    | Sí          | No          | No          |             | Television Movie                          |
| 2014 | Cabot College               | Sí          | Sí          | No          |             | Television Movie; also Executive Producer |
| 2014 | How I Met Your Dad          | No          | Sí          | No          |             | Television Movie; also Executive Producer |
| 2015 | The Perfect Stanleys        | Sí          | No          | No          |             | Television Movie                          |
| 2015 | The History of Us           | Sí          | No          | No          |             | Television Movie                          |
| 2016 | My Time Your Time           | Sí          | Sí          | No          |             | Television Movie; also Executive Producer |
| 2016 | Good Fortune                | Sí          | No          | No          |             | Television Movie                          |
| 2017 | Real Life                   | Sí          | Sí          | No          |             | Television Movie; also Executive Producer |
| 2018 | Most Likely To              | Sí          | No          | No          |             | Television Movie                          |
| 2018 | History of Them             | Sí          | Sí          | No          |             | Television Movie; also Executive Producer |
| TBR  | Distefano                   | Sí          | Sí          | No          |             | Television Movie; also Executive Producer |
| TBR  | Making Friends              | Sí          | Sí          | No          |             | Television Movie; also Executive Producer |

### Televisión
| Año       | Título                                                                   | Credited as | Credited as | Credited as | Credited as   | Notas                                                                                    |
| Año       | Título                                                                   | Director    | Producer    | Actor       | Role          | Notas                                                                                    |
| --------- | ------------------------------------------------------------------------ | ----------- | ----------- | ----------- | ------------- | ---------------------------------------------------------------------------------------- |
| 1990–1993 | Santa Barbara                                                            | Sí          | No          | Sí          | Whispy Figure | 21 episodes (director); 177 episodes (also associate director) Episode: "#1.916" (actor) |
| 1994      | Cafe Americain                                                           | Sí          | No          | No          |               | Episode: "Oh, Brother"                                                                   |
| 1994      | Muddling Through                                                         | Sí          | No          | No          |               | 3 episodes                                                                               |
| 1994–1997 | Friends                                                                  | Sí          | No          | No          |               | 2 episodes                                                                               |
| 1995      | The Boys Are Back                                                        | Sí          | No          | No          |               | Episode: "Bad Hair Day"                                                                  |
| 1995      | Bringing Up Jack                                                         | Sí          | No          | No          |               | Episode: "Close Personal Friends"                                                        |
| 1995      | The Single Guy                                                           | Sí          | No          | No          |               | unknown episode                                                                          |
| 1995      | Dweebs                                                                   | Sí          | No          | No          |               | 9 episodes                                                                               |
| 1995–1996 | Bless This House                                                         | Sí          | No          | No          |               | 3 episodes                                                                               |
| 1996      | Ned and Stacey                                                           | Sí          | No          | No          |               | Episode: "Friends and Lovers"                                                            |
| 1996      | Good Company                                                             | Sí          | No          | No          |               | 2 episodes                                                                               |
| 1996      | Caroline in the City                                                     | Sí          | No          | No          |               | Episode: "Caroline and the Cereal"                                                       |
| 1996      | Hope & Gloria                                                            | Sí          | No          | No          |               | 2 episodes                                                                               |
| 1996      | Pearl                                                                    | Sí          | No          | No          |               | unknown episode                                                                          |
| 1996      | Townies                                                                  | Sí          | No          | No          |               | 7 episodes                                                                               |
| 1996–1997 | The Naked Truth                                                          | Sí          | No          | No          |               | 3 episodes                                                                               |
| 1996–1997 | Cybill                                                                   | Sí          | No          | No          |               | 4 episodes                                                                               |
| 1997      | Fired Up                                                                 | Sí          | No          | No          |               | 2 episodes                                                                               |
| 1997      | Suddenly Susan                                                           | Sí          | No          | No          |               | 5 episodes                                                                               |
| 1997-1998 | George and Leo                                                           | Sí          | No          | No          |               | 4 episodes                                                                               |
| 1997–2001 | Frasier                                                                  | Sí          | No          | No          |               | 34 episodes                                                                              |
| 1998      | The Simple Life                                                          | Sí          | No          | No          |               | Episode: "Pilot"                                                                         |
| 1998      | Maggie Winters                                                           | Sí          | No          | No          |               | Episode: "Pilot                                                                          |
| 1998      | Encore! Encore!                                                          | Sí          | No          | No          |               | Episode: "I Am Joe's Ego"                                                                |
| 1998      | The King of Queens                                                       | Sí          | No          | No          |               | 3 episodes                                                                               |
| 1998–2003 | Just Shoot Me!                                                           | Sí          | Sí          | No          |               | 95 episodes (director); 46 episodes (also Executive Producer)                            |
| 1999      | Norm                                                                     | Sí          | No          | No          |               | Episode: "Drive, Norm Said" also known as "The Norm Show"                                |
| 1999      | Work with Me                                                             | Sí          | No          | No          |               | Episode: "Pilot"                                                                         |
| 1999      | Love & Money                                                             | Sí          | No          | No          |               | Episode: "Pilot"                                                                         |
| 2000      | Welcome to New York                                                      | Sí          | No          | No          |               | unknown episode                                                                          |
| 2001      | Three Sisters                                                            | Sí          | No          | No          |               | 3 episodes                                                                               |
| 2001      | Inside Schwartz                                                          | Sí          | No          | No          |               | 2 episodes                                                                               |
| 2002      | In-Laws                                                                  | Sí          | No          | No          |               | 2 episodes                                                                               |
| 2003      | My Big Fat Greek Life                                                    | Sí          | No          | No          |               | Episode: "The House Gift"                                                                |
| 2003–2004 | Happy Family                                                             | Sí          | Sí          | No          |               | 22 episodes (director); 21 episodes (also Executive Producer)                            |
| 2004–2005 | Two and a Half Men                                                       | Sí          | No          | No          |               | 20 episodes                                                                              |
| 2005–2014 | How I Met Your Mother                                                    | Sí          | Sí          | No          |               | 208 episodes (Executive Producer); 196 episodes (also director);                         |
| 2006      | Courting Alex                                                            | Sí          | No          | No          |               | Episode: "A Tale of Two Kisses"                                                          |
| 2009      | Accidentally on Purpose                                                  | Sí          | No          | No          |               | 2 episodes                                                                               |
| 2011      | Mad Love                                                                 | Sí          | No          | No          |               | Episode: "Fireworks"                                                                     |
| 2011      | How to Be a Gentleman                                                    | Sí          | No          | No          |               | 2 episodes                                                                               |
| 2012      | Friend Me                                                                | Sí          | No          | No          |               | unknown episode                                                                          |
| 2013      | Mom                                                                      | Sí          | No          | No          |               | Episode: "Pilot"                                                                         |
| 2014–2015 | The McCarthys                                                            | Sí          | Sí          | No          |               | 11 episodes (director); 11 episodes (also Executive Producer)                            |
| 2015      | Truth Be Told                                                            | Sí          | Sí          | No          |               | 7 episodes (director); 7 episodes (also Executive Producer)                              |
| 2016–2017 | The Odd Couple                                                           | Sí          | No          | No          |               | 3 episodes                                                                               |
| 2016–2018 | Man with a Plan                                                          | Sí          | No          | No          |               | 12 episodes                                                                              |
| 2017–2018 | 9JKL                                                                     | Sí          | Sí          | No          |               | 8 episodes (director); 8 episodes (also Executive Producer)                              |
| 2017–2020 | One Day at a Time                                                        | Sí          | Sí          | No          |               | 11 episodes (director); Episode: "This Is It" (Executive Producer)                       |
| 2018      | Murphy Brown                                                             | Sí          | Sí          | No          |               | Episode: "Pilot" (director); Episode: "Pilot" (also Executive Producer)                  |
| 2019      | Abby's                                                                   | Sí          | Sí          | No          |               | 5 episodes (director); also Executive Producer                                           |
| 2019–2020 | Carol's Second Act                                                       | Sí          | No          | No          |               | 8 episodes (director)                                                                    |
| 2019      | Merry Happy Whatever                                                     | Sí          | Sí          | No          |               | 4 episodes (director); also Executive Producer                                           |
| 2019      | Live in Front of a Studio Audience: "All in the Family" and "Good Times" | Sí          | No          | No          |               | Television special (director)                                                            |
| 2021      | Call Your Mother                                                         | Sí          | Sí          | No          |               | 10 episodes (director); also Executive Producer                                          |
| 2021      | Pretty Smart                                                             | Sí          | Sí          | No          |               | 3 episodes (director); also executive producer                                           |
| 2022-2023 | How I Met Your Father                                                    | Sí          | Sí          | No          |               | 6 episodes (director); also executive producer                                           |
| 2023      | Night Court                                                              | Sí          | Sí          | No          |               | 2 episodes (director); also executive producer                                           |